# Клуб католической интеллигенции
Клуб католической интеллигенции (пол. Klub Inteligencji Katolickiej, KIK) — объединение польской интеллигенции, которое декларирует своей целью участие представителей интеллигенции в жизни Католической церкви в Польше. Пять старейших клубов сыграли значительную роль в развитии польского общества во второй половине XX века. Из среды Клуба католической интеллигенции позднее возникли различные католические движения мирян. В настоящее время в Польше насчитывается около 60 отделений Клуба католической интеллигенции общей численностью около 2 тысяч членов.

## История
Первый Клуб католической интеллигенции возник в Варшаве во время политической оттепели 1956 года. Первоначально это объединение называлось «Всепольский клуб католической интеллигенции». Весной 1957 года государственные власти разрешили образовать подобные отделения Клуба католической интеллигенции в Кракове, Познани, Вроцлаве и Торуни. С 1957 года власти не выдавали регистрацию для образования новых отделений. До 1980 года существовало только пять отделений Клуба католической интеллигенции. В 1958 году варшавское отделение стало выпускать ежемесячный общественно-политический журнал «Więź», главным редактором которого стал Тадеуш Мазовецкий.
В рамках деятельности клубов организовывались лекции, интеллектуальные и культурные собрания. При варшавском отделении в 60-е годы XX столетия были созданы студенческое и семейное отделение, которые занимались постоянным образование молодёжи и молодых семей.
В 1957—1976 года члены клубов католической интеллигенции занимали умеренную оппозицию в деятельности польского Сейма. Первые представители Клуба католической интеллигенции впервые стали депутатами Сейма в январе 1957 года в составе депутатской группы «Znak». Главой этой группы был писатель Ежи Завейский, который был председателем варшавского отделения Клуба католической интеллигенции. В 1968 году во время политического кризиса члены депутатской группы «Znak» впервые вошли в открытый конфликт в польским правительством. Ежи Завейский на сессии Сейма с парламентской трибуны впрямую критиковал применение силы против студенческой демонстрации.
В 1972 году во фракции «Znak» произошёл раскол на группы Тадеуша Мазовецкого и Януша Заблоцкого. В результате этого депутатского конфликта раскололся и Клуб католической интеллигенции — часть членов образовала новую организацию «Польский клуб католической интеллигенции», во главе которой стали Константин Любенский и Януш Заблоцкий. Новая организация в дальнейшем была преобразована в Польский католическо-общественный союз, который издавал еженедельник «Ład».
После 1976 года деятели Клуба католической интеллигенции заняли постоянную оппозиционную сторону и стали сотрудничать с Комитетом защиты рабочих и позднее — с профсоюзом «Солидарность». В августе 1980 года пять членов Клуба католической интеллигенции стали экспертами гданьского Межпрофессионального стачечного комитета и принимали участие в переговорах с правительством, что привело к подписанию соглашения между правительством и профсоюзом «Солидарность». В 1989 году члены Клуба католической интеллигенции способствовали в организации Круглых столов, став посредниками в отношениях между польским правительством и «Солидарностью».
Во время военного положения деятельность Клуба католической интеллигенции была запрещена. Многие члены организации были интернированы. Оставшиеся на свободе занимались подпольной деятельностью в сотрудничестве с профсоюзом «Солидарность». До 1989 года деятельность организации регулировалась решениями государственного Управления по делам религий. Деятельность организации поддерживала католическая иерархия, в частности кардинал варшавский архиепископ Стефан Вышинский.
C 1971 года варшавский Клуб католической интеллигенции стал членом Международного движения католических интеллектуалов «Pax Romana». В 2004 году в Варшаве состоялся конгресс «Pax Romana». Во время которого член варшавского клуба Пётр Цывинский был выбран председателем европейского отделения «Pax Romana» на срок с 2004 по 2008 год. С варшавским клубом были связаны политик Войцех Аркушевский, индолог и посол в Индии Мария Кшиштоф Бырский, публицист Богдан Цывинский, юрист и дипломат Людвик Дембинский, католический публицист Юлиуш Эска, польский историк Анджей Фришке, издатель и журналист Ежи Турович, писатель Ян Турнау, философ Стефан Свежавский, политик и юрист Анджей Стельмаховский.
Все отделения Клуба католической интеллигенции с самого начала их существования представляли собой самостоятельные организации с собственным уставом. Для сотрудничества между отделениями в 1989 году было подписано «Соглашение клубов».
4 сентября 1989 года представитель Клуба католической интеллигенции Тадеуш Мазовецкий стал первым в послекоммунистической Польше премьер-министром польского правительства (1989—1991 гг.).
В 2005 году молодёжное движение Клуба католической интеллигенции основало движение «Свободная Украина», которая поддерживало «оранжевую революцию» на Украине. В настоящее время молодёжное движение издаёт журнал «Kontakt: magazyn nieuziemiony».